# Bokor Imre (író)
Bokor Imre, 1908-ig Blum (Arad, 1881. február 2. – Budapest, 1961. április 17.) író, újságíró, irodalomtörténész.

## Élete
Blum Ignác és Glück Janka (1856–1937) gyermekeként született, izraelita vallású. Pozsonyban, Münchenben és Budapesten élt. Szerkesztette a Pozsonyi Hírlap című lapot. A La Fontaine Irodalmi Társaság (1920–1951) egyik alapítótagja, s évekig igazgatója volt. Színműveket, regényeket és útikönyveket publikált.
A budapesti Farkasréti temetőben helyezték végső nyugalomra.

## Családja
Első felesége Fábián Dezső és Rapaport Róza lánya, Ida volt, akit 1906. július 29-én Budapesten, a Ferencvárosban vett nőül. Második házastársa Albert Irma Rózsa volt.
Gyermekei:
- Bokor Lívia, férjezett dr. Ravasz Antalné
- Bokor György

## Főbb művei
- Biblia (színmű, Budapest, 1903)
- Petőfi otthon (színmű, Budapest, 1922)
- Madách Imre (színmű, Budapest, 1923)
- Lord Byron (színmű, Budapest, 1924)
- Élet és halál után: a túlvilági élet regénye (regény, Budapest, 1924)
- Napóleon fogsága és halála (Budapest, 1927)
- Kisfaludy pártfogója (színjáték, Budapest, 1927)
- Wien–Bécs és Ausztria (Budapest, 1931)
- München és Bajorország (útikönyv, Budapest, 1933)